# فرودگاه بین‌المللی اری
فرودگاه بین‌المللی اری (به انگلیسی: Erie International Airport) (به زبان بومی: Tom Ridge Field) یک فرودگاه همگانی مسافربری (۲۰۰۹) با کد یاتا ERI است که یک باند فرود آسفالت و بتن دارد و طول باند آن ۱۹۸۱ متر است. این فرودگاه در کشور ایالات متحده آمریکا قرار دارد و در ارتفاع ۲۲۳٫۴ متری از سطح دریا واقع شده است.

## شرکت‌های هواپیمایی و مقصدهای پروازی

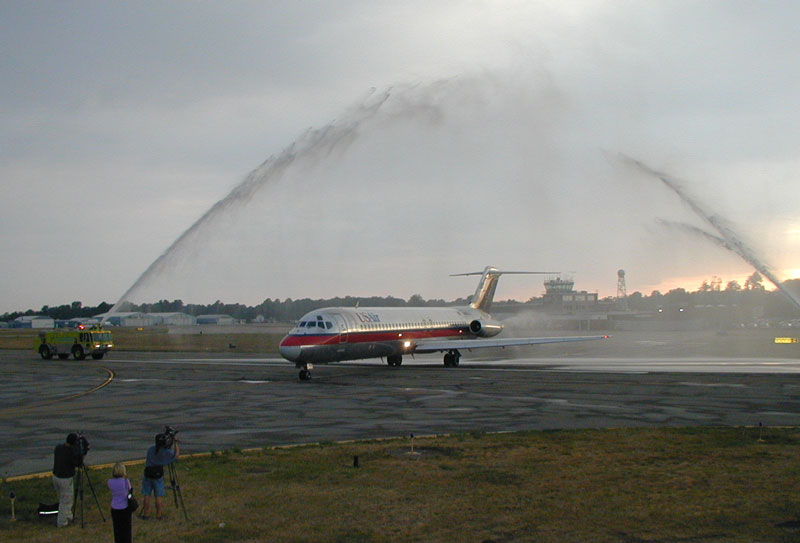
The last مک‌دانل داگلاس دی‌سی-۹ to fly for یو اس ایرویز arriving at Erie International Airport

### مسافری
| شرکت‌های هواپیمایی | مقصدهای پروازی                 | Notes |
| ----------------- | ------------------------------ | ----- |
| امریکن ایگل       | فیلادلفیا                      | [ ۱ ] |
| دلتا کانکشن       | متروپولیتن شهرستان وین دیترویت | [ ۲ ] |
| یونایتد اکسپرس    | اوهر شیکاگو                    | [ ۳ ] |

### باری
| شرکت‌های هواپیمایی                      | مقصدهای پروازی                |
| -------------------------------------- | ----------------------------- |
| فدکس اکسپرس اجرا توسط مانتین ایر کارگو | کلیولند هاپکینز، ایندیاناپلیس |